# Вступ (фільм)
«Вступ» — радянський художній фільм 1963 року, режисера Ігоря Таланкіна, знятий за мотивами оповідань Віри Панової «Валя» і «Володя». Прем'єра відбулася 6 травня 1963 року. Позиціонується режисером як перша частина художньої кінематографічної трилогії («Вступ», «Денні зірки», «Зорепад»).

## Сюжет
Наближається до завершення Німецько-радянська війна. У поїзді на кілька хвилин перетинаються життєві шляхи двох зовсім ще юних Володі і Валі, які повертаються після евакуації в Ленінград. Сюжет переносить їх до першої випадкової зустрічі, що відбулася влітку 1941 року на переповненому біженцями вокзалі. Період дорослішання підлітків, вступ їх у доросле життя відбувається у важкі воєнні роки. Під час бомбардування залізничного евакуаційного складу біля станції Мга у Валі і її молодшої сестри Люсі гине мати. Після довгих поневірянь по дитячих будинках дівчаток знаходить рідна тітка, і вони знаходять притулок в її будинку.
Непросто складається доля Володі Якубовського. Мати розлучена з його рідним батьком, у якого давно інша дружина і син Олег — єдинокровний брат Володі. В евакуації мати намагається влаштувати особисте життя і зближується з армійським капітаном. Щоб її не обтяжувати, підліток влаштовується на оборонний авіаційний завод і переїжджає в гуртожиток. Там він знаходить доброго друга — Ромку. Дізнавшись про вагітність, капітан кидає матір Володі. Несприятлива репутація «доступної» жінки, яка народила, не маючи чоловіка, і брак коштів не дозволяють їй зняти гідне житло. Підліток важко переживає невдачі матері в особистому житті і виїжджає до Ленінграда, просячи батька оформити йому належний виклик у місто, з якого лише нещодавно була знята блокада. Якубовський-старший спочатку відмовляє в допомозі, посилаючись на подружню невірність колишньої дружини, але змужнілий Володя твердо домагається свого. А початкові заперечення батька проти спілкування Володі і Олега не завадять підліткам познайомитися і стати друзями.

## У ролях
- Борис Токарєв —  Володя Якубовський
- Ніна Ургант —  мати Володі
- Юрій Волков —  батько Володі
- Микола Бурляєв —  Олег
- Наталія Богунова —  Валя
- Лідія Волкова —  Люся
- Любов Соколова —  мати Валі і Люсі
- Любов Малиновська —  тітка Дуся
- Валерій Носик —  Ромка
- Віктор Авдюшко —  Бобров
- Станіслав Чекан —  капітан
- Наталія Целігорова —  Оленка
- Аркадій Трусов —  дядько Федір
- Олена Коровіна —  Лукія
- Л. Житникова —  Ліза
- Марія Андріанова —  тітка з відром
- Вія Артмане —  сусідка-латишка
- Віра Вельямінова —  мати Лізи
- Анна Заржицька —  провідниця
- Любов Стриженова —  Маня
- Зоя Толбузіна —  провідниця Віра
- Велта Ліне —  евакуйована латишка
- Олена Максимова —  квартирна хазяйка
- Антоніна Павличева —  провідниця
- Алевтина Румянцева —  сільська мешканка
- Г. Рождественський —  провідник
- Олександр Титов —  майстер на заводі
- Інна Федорова —  баба на кладовищі
- Лідія Штикан —  мати Олега
- Людмила Гаврилова —  епізод  (немає в титрах)
- Віра Бурлакова —  кондуктор  (немає в титрах)
- Єлизавета Кузюріна —  пасажирка в поїзді
- Ольга Берггольц —  голос за кадром, читає свої вірші

## Знімальна група
- Режисер-постановник:  Ігор Таланкін
- Сценарист:  Віра Панова
- Оператори:  Валерій Владимиров, Володимир Мінаєв
- Художник:  Семен Ушаков
- Композитор:  Альфред Шнітке
- Звукорежисер: Арташес Ванеціан